# Phân tích cụm

Kết quả một phân tích cụm chỉ ra các hình vuông theo màu sắc được chia thành 3 cụm (nhóm).

Phân tích cụm (hay phân nhóm, gom cụm, tiếng Anh: cluster analysis) là một tác vụ gom nhóm một tập các đối tượng theo cách các đối tượng cùng nhóm (gọi là cụm, cluster) sẽ có tính giống nhau (theo các đặc tính nào đó) hơn so với các đối tượng ngoài nhóm hoặc thuộc các nhóm khác. Phân tích cụm là một tác vụ chính của khai phá dữ liệu, và là một kỹ thuật phổ biến trong thống kê phân tích dữ liệu, được dùng trong nhiều lĩnh vực, bao gồm nhận dạng mẫu, phân tích ảnh, truy hồi thông tin, tin sinh học, nén dữ liệu, đồ họa máy tính và học máy.
Phân tích cụm có nguồn gốc ở lĩnh vực nhân chủng học do Driver và Kroeber đề xuất năm 1932 và giới thiệu trong tâm lý học bởi Joseph Zubin năm 1938 và Robert Tryon năm 1939 cũng như được dùng khá nổi tiếng bởi Raymond Cattell bắt đầu từ năm 1943 để phân loại lý thuyết tính trạng trong lĩnh vực tâm lý học nhân cách.

### Các dạng phân tích cụm chuyên biệt
- Automatic clustering algorithms
- Balanced clustering
- Clustering high-dimensional data
- Conceptual clustering
- Consensus clustering
- Constrained clustering
- Community structure
- Data stream clustering
- HCS clustering algorithm
- Sequence clustering
- Phân vùng quang phổ

### Các kỹ thuật được dùng trong phân tích cụm
- Mạng thần kinh nhân tạo (ANN)
- Nearest neighbor search
- Neighbourhood components analysis
- Latent class model
- Affinity propagation

### Tiền xử lý và tham chiếu dữ liệu
- Giảm chiều dữ liệu
- Phép phân tích thành phần chính
- Multidimensional scaling

### Khác
- Cluster-weighted modeling
- Curse of dimensionality
- Determining the number of clusters in a data set
- Parallel coordinates
- Phân tích cấu trúc dữ liệu (thống kê)